# Cremastus aridus
Cremastus aridus là một loài tò vò trong họ Ichneumonidae.